# Fehér babák takarodója
A Fehér babák takarodója Cseh Tamás harmadik nagylemeze, az 1979-es album dalszövegeit Bereményi Géza írta.
(a nyitó dalból) kiderül, miről szól a lemez: lányokról, akik egy Tékozló Fiú – továbbiakban TF – életében előfordultak, mint kapcsolat, és fehér babák lettek TF emlékezetének polcain, és most majd a dalok sorra leveszik őket onnan; a dal elején megkapó trombita-takarodó.

## Az album dalai
1. Fehér babák
2. I love You so
3. Horváthország
4. Salgótarján
5. A 8. a 12 közül
6. Ten years after
7. A rubinpiros tangó
8. A kezdet kezdete
9. Tábori lap Karády Katalinnak
10. Ács Mari
11. Fegyverszünet
12. Utóirat
13. A vőlegény

## Közreműködők
- Zene: Cseh Tamás
- Versek, ismertetők, életrajzok: Bereményi Géza
- Ének, gitár: Cseh Tamás
- Közreműködik: Bóna János, Büki Mátyás, Vigh Lajos, Belej Ferenc, Gacsó Gabriella, Turáni Csaba, Mali István, Dés László, Geiger György, Gémesi Katalin, Szűcs Antal Gábor, Gallai Péter, Papp Gyula, Presser Gábor, Németh Alajos, Németh Gábor, Feyér Balázs
- Design: Vető János

## Külső linkek
- a lemez fülszövege a hivatalos Cseh Tamás oldalon;